# Bjała reka (dopływ Strjamy)
Bjała reka (bułg. Бяла река) – rzeka w środkowej Bułgarii, lewy dopływ Strjamy – dopływu Maricy w zlewisku Morza Egejskiego. Długość – 37 km, powierzchnia zlewni – 239 km². 
Bjała reka wypływa w masywie Kałoferska Płanina w środkowej Starej Płaninie. Spływa na południe ciasną, skalistą doliną, w dolnym biegu objętą rezerwatem Jużnija Dżendem. Na jednym z dopływów Bjałej reki – Pryskałskiej rece znajduje się najwyższy wodospad Bułgarii – Rajsko Pryskało.